# Gartner Inc.
Gartner, Inc. (NYSE: IT) er en amerikansk it-analyse- og konsulentvirksomhed, der er baseret i Stamford, Connecticut. De omsætter for 5,5 mia. USD, og de har 21.000 ansatte i over 100 lande.
Gideon Gartner etablerede Gartner, Inc i 1979.